# Amitai Etzioni
Amitai Etzioni (Colònia, Alemanya, 4 de gener de 1929) un dels més coneguts sociòlegs contemporanis dels Estats Units.

## Dades biogràfiques i acadèmiques
Nascut a Colònia, Alemanya, com Werner Falk, nom que canviaria anys més tard pel nom hebreu Amitai Etzioni. El 1934 va emigrar amb els seus pares a Itàlia, Grècia, i posteriorment, a Palestina. Va participar molt activament en la creació de l'Estat d'Israel. Va estudiar en la Universitat Hebrea de Jerusalem (va estar en contacte amb Martin Buber) i, a partir de 1957, a la d'Universitat de Califòrnia a Berkeley, a on es va doctorar en sociologia (1958). Ha treballat en el Departament de Sociologia de la Universitat de Colúmbia (a Nova York) en la Harvard Business School, i en les administracions demòcrates dels presidents Jimmy Carter i Bill Clinton. Ha estat president de l'Associació Americana de Sociologia. I ha escrit llibres de notable influència com Modern Organizations (1964), The Active Society (1968), The New Golden Rule (1996). En les seves memòries (My Brothers Keeper. A Memoir and a Message) apareixen un bon nombre de personatges clau en la sociologia i en la ciència política del segle xx: el Sr. Buber, SM Lipset, P. Lazarsfeld, R. Merton, D. Bell, etc. És el fundador de la Society for the Advancement of Soci-Economics (SASE) i de la Xarxa Comunitària.

## Pensament d'Etzioni
Etzioni fa una crítica no radical a l'individualisme nord-americà i arriba a dibuixar un escenari social més participatiu i harmònic descrit per la fusió dels valors de l'individualisme, d'una certa disciplina social i d'un sentit del deure que s'observa en l'Europa oriental dels anys seixanta i setanta. Al molt arrelat individualisme, Etzioni oposava la seva idea d'una responsabilitat comunitaria, un plantejament comunitarista que, en bona part, s'inspira en la idea del quibuts israelià, el que va aixecar fortes crítiques en una societat basada en l'autonomia de l'individu.
L'individualisme es descriu per l'exigència de drets, però per un escàs compromís amb els deures, que són els que donen dimensió social a la democràcia. Una idea que busca una cohesió de la ciutadania basada en la convicció ètica de la xarxa comunitària, on l'individu, com resen les memòries d'Etzioni, es converteix en el 'guardià del seu germà', això és, en expressió de les obligacions que creen consciència de societat. Advoca per una tercera via, amb més presència de la societat civil, més diàleg i oposició al fonamentalisme.
La proposta d'organització que planteja Etzioni es basa en les xarxes de comunicació, en la cultura en xarxa, mitjançant múltiples estructures independents, amb identitat pròpia, enllaçades entre si en un projecte amb consciència comunitarista. D'aquesta manera, les relacions no es basen tant en una jerarquització de poders, sinó en un consens basat en la informació i el coneixement, l'aprenentatge i l'ajuda del conjunt. El comunitarisme sociològic persegueix un pacte social ètic, capaç d'afavorir el progrés de la societat sense anul·lar la dimensió individual.